# Hulda Garborg

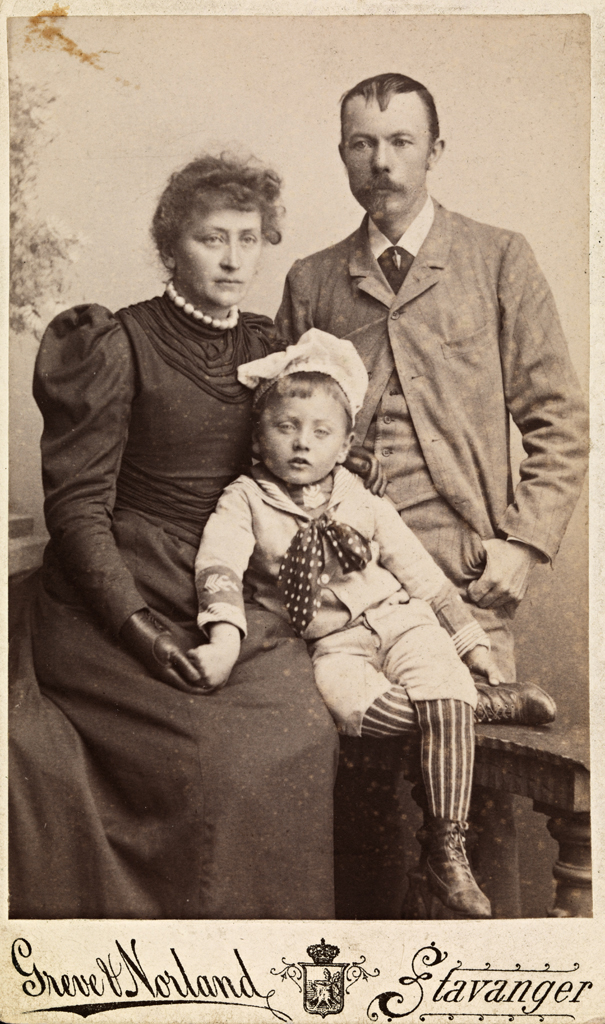
Arne e Hulda Garborg con il figlio (Biblioteca nazionale norvegese).

Karen Hulda Garborg (nome da nubile: Bergersen) (Stange, 22 febbraio 1862 – Asker, 5 novembre 1934) è stata una scrittrice, drammaturga, poetessa, ballerina folk e insegnante di teatro norvegese. Era sposata con lo scrittore Arne Garborg ed è famosa per aver contribuito al rilancio della tradizione Bunad del tardo nazionalismo romantico norvegese..

## Biografia
Karen Hulda Bergersen nacque nella fattoria "Såstad" a Stange, nella odierna contea di Innlandet. Era figlia dell'avvocato Christian Frederik Bergersen (1829–1873) e sua moglie Marie Petrine Olsen (1835–1888). Aveva due sorelle maggiori, Martha e Sophie. I suoi genitori divorziarono quando aveva solo due anni e si trasferì con sua madre ad Hamar. La famiglia si sarebbe successivamente trasferita a Kristiania, quando Hulda aveva dodici anni. All'età di diciassette anni iniziò a lavorare in un negozio per aiutare la sua famiglia. Durante questo periodo, fu una figura rilevante tra i giovani radicali di Kristiania. Nel 1887 sposò lo scrittore Arne Garborg.
La coppia si trasferì a Tynset, a Østerdalen, dove visse per nove anni in una piccola capanna nella fattoria "Kolbotnen", vicino al lago di Savalen. Diede alla luce un figlio nel 1888. Durante la permanenza a Kolbotn, la famiglia visitava Kristiania, oltre a trascorrere lunghi periodi a Dießen am Ammersee, Fürstenfeldbruck e Berlino in Germania. Trascorsero anche un intero inverno a Parigi. Nel 1896 abbandonarono Tynset e si trasferirono a Stokke. Nel 1897 si trasferirono a Labraaten, a Hvalstad, che divenne la loro dimora finale e dove trascorsero gli ultimi anni di vita. Arne Garborg successivamente costruì la sua residenza estiva, Knudaheio, in Time. Arne e Hulda sono sepolti a Knudaheio.

## Lavoro
Garborg fu una pioniera in settori come il teatro e la danza popolare, la cucina, la tradizione bunad e i diritti delle donne.
Pubblicò articoli sulla cucina tradizionale norvegese nel quotidiano Il 17 maggio norvegese, che sarebbe apparso in seguito nel libro Assistenza domiciliare (1899) .
Ha scritto la commedia Madre (1895, eseguita nel teatro di Kristiania), e le commedie Cura dell'abbigliamento razionale (1896, interpretata nel teatro di Kristiania e Bergen), Nella terra di Linda (1899) e L'arca di Noè (1899), come le tragedie Dolore addormentato (1900), Liti Kersti (1903), Il ragno (1904, anonimo; rappresentato al Teatro nazionale), Sigmund Bresteson (1908), Sotto l'albero del Bodhi (1911) e La grande pace. Fondò La squadra di scommesse norvegese nel 1899, la cui prima esibizione ebbe luogo presso il Teatro Eldorado, e fu co-fondatrice del teatro norvegese. Nel 1903 pubblicò il libro di canzoni Resa dei conti del popolo norvegese e pubblicò il libro Canzone da ballo nel Paese del Nord nel 1903, e Spettacolo di danza norvegese (1913). Ha scritto il libro Costume di abbigliamento norvegese (1903), sulla tradizione bunad.
Partecipò frequentemente a dibattiti contemporanei come relatrice e editorialista. Scrisse una serie di articoli per riviste e giornali, tra cui Visione e benedizione, Edda, Contemporanei, Il 17 maggio, Rivista giornaliera e la Gang del mondo. I libri Kvinden skabt af Manden (Donna creata dall'uomo, 1904) e Fru Evas Dagbog (Diario della signora Eva, 1905) hanno contribuito al dibattito sui diritti delle donne.
Il suo primo romanzo, Una relazione libera, fu pubblicato in forma anonima nel 1892. Il suo romanzo In diretta (1912) fu tradotto in olandese nel 1915 e in svedese nel 1916. Alcuni dei suoi romanzi più importanti sono Verso il sole (1915), Enigma. A seguito dei registri della figlia sacerdotessa Else Marie Linde (1916), Uomo che balla bene (1920), Nella foresta vuota (1922), Quando fiorisce la siepe (1923), L'uomo grigio (1925), Mondo dei troll (1927), La storia di Helen (1929) e Un anello (1931). Garborg pubblicò le raccolte di poesie Grano stanco (1930) e Passerà (1934) . Pubblicò anche i diari postumi di suo marito Arne Garborg. Parti selezionate dei suoi diari furono pubblicate nel 1962 con il nome di Dagbok (Diario) (1903-1914).
Hulda Garborg fu anche coinvolta in politica come un rappresentante del partito progressista Venstre al Municipio di Asker. Ricevette l'onorificenza di Donna di prima classe dell'Ordine reale norvegese di Sant'Olav nel 1932.